# Blepharita leucocyma
Blepharita leucocyma är en fjärilsart som beskrevs av George Francis Hampson 1907. Blepharita leucocyma ingår i släktet Blepharita och familjen nattflyn. Inga underarter finns listade i Catalogue of Life.